# Colar de Honra ao Mérito Desportivo
O Colar de Honra ao Mérito Desportivo é uma condecoração civil portuguesa que se destina a individualidades e coletividades nacionais ou estrangeiras que se hajam distinguido por valioso e excecional contributo prestado à causa do desporto e à aproximação desportiva entre os povos.
A Medalha foi criada em 1983, tendo sido reformulada em 1986.  É outorgada pelo Governo de Portugal.

## Agraciados
2005
- Alfredo César Torres
- Futebol Clube do Porto, SAD[5]
- Clube dos Galitos (Aveiro)[6]
- Sport Club do Porto[7]
- Clube Fluvial Vilacondense [8]

2020
- Paulo da Silva Gonçalves[9]

2021
- Sporting Clube de Portugal